# 氣泡紋理

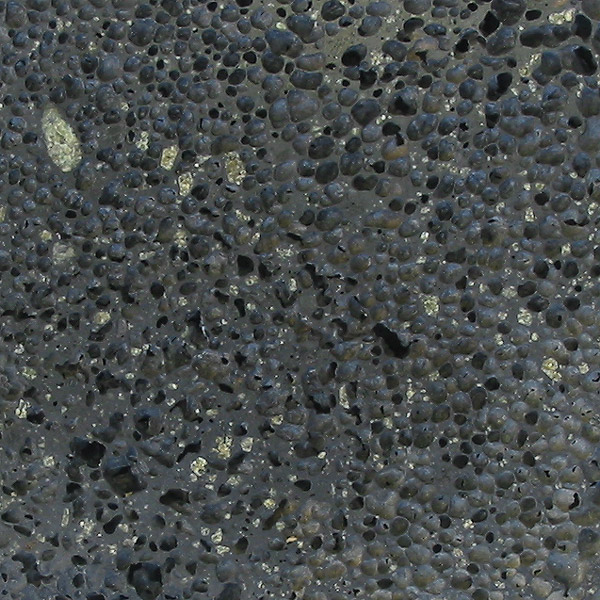
橄欖石玄武岩中的氣泡紋理，標本來自La Palma

氣泡紋理（英語：Vesicular testure）是一種火山岩紋理，其特徵是岩石在其表面和內部有許多空洞。 這種紋理在隱晶質或玻璃狀的噴發火成岩中很常見。當岩漿上升到地表時，溶解在岩漿中的氣體，因壓力減小，能夠從溶液中出來形成氣泡。當岩漿到達地表並冷卻，形成熔岩固體時，氣泡就被困鎖在岩石内裡，形成充滿氣體的孔洞。
杏仁狀體紋理是一個類似的紋理，不同之處是這些孔洞已被次生礦物填充，例如沸石、方解石、石英或玉髓等。這種已被填充的孔洞，常在玄武岩或安山岩可看到，在美國被稱為amygdules ，在英國被稱為amygdales。鑽石和半寶石有時亦是杏仁狀體内的填充礦物。岩石類型常具氣泡紋理的有浮石和火山渣。